# Wilhelm Uppström

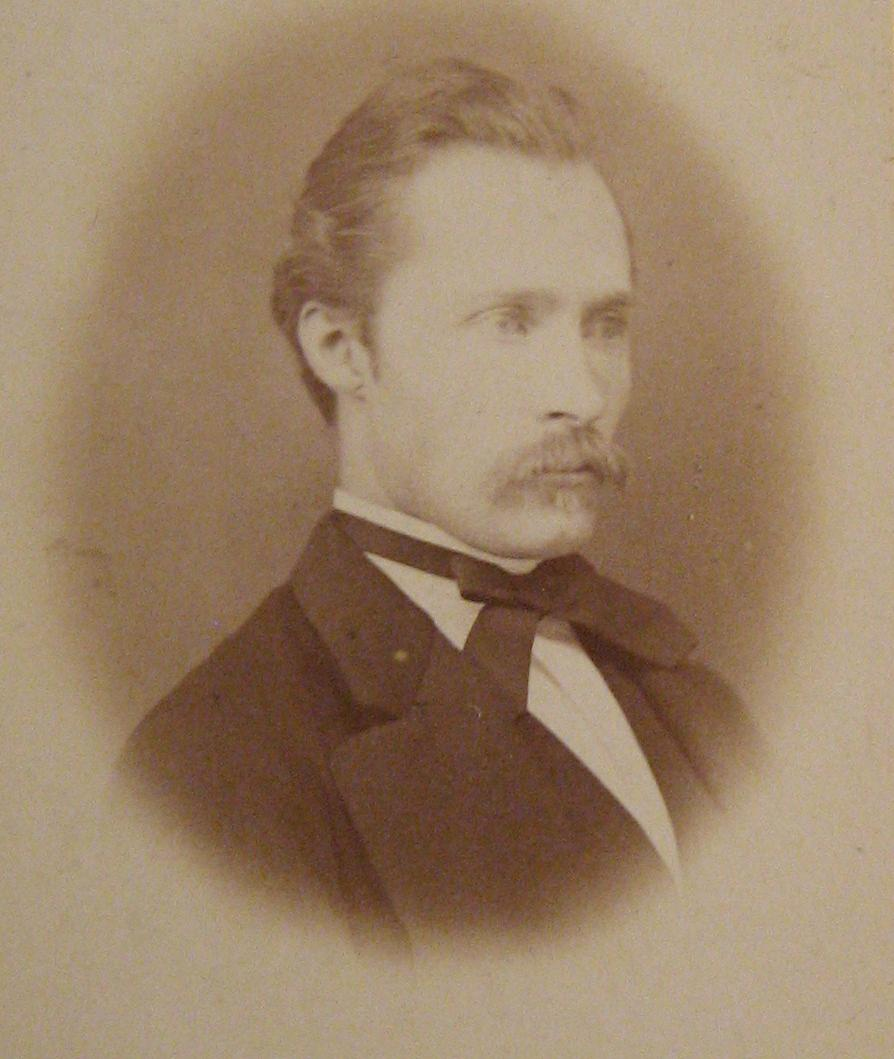
Wilhelm Uppström (1844–1935), fotografi av G. F. Diehl i Åmål 1872.

Anders Erik Wilhelm Uppström, född 13 december 1844, död 6 december 1935 i Oscars församling, Stockholm, var en svensk jurist.
Wilhelm Uppström var son till Anders Uppström och Maria Charlotta af Uhr. Han blev student vid Uppsala universitet 1863, filosofie doktor där 1869 och avlade hovrättsexamen 1870. Han befordrades 1880 till assessor i Göta hovrätt men kallades samma år till sekreterare i nya lagberedningen samma år, och tjänstgjorde där till 1884, då beredningen var färdig med ett förberedande utlåtande om rättegångsväsendets ombildning. Som bihang till detta utlåtande, i vars utforming Uppström hade betydande del, fanns som bilagor tre av Uppström författade processrättsliga avhandlingar. Efter att 1884–1888 ha tjänstgjort som revisionssekreterare utnämndes Uppström 1888 till häradshövding i Södertörns domsaga. Han avgick 1910. Vid sidan av det omfattande arbetet i domsagan hann Uppström även ägna sig åt ett betydande författarskap inom juridikens olika områden.
Uppström var utgivare av 27 upplagor av Sveriges rikes lag (från Beijerska förlaget) åren  1886–1910 och dessutom av Sveriges grundlagar och konstitutionella stadgar samt kommunallagarna i totalt åtta upplagor.
Wilhelm Uppström är begravd på Norra begravningsplatsen utanför Stockholm.